# MP 38/40
MP-38, MP-38/40, MP-40 (сокращение от нем. Maschinenpistole) — пистолет-пулемёт, разработанный Генрихом Фольмером на основе более раннего ERMA EMP 36 и использовавшийся в качестве личного оружия. Состоял на вооружении вермахта во время Второй мировой войны.
MP-40 является модификацией пистолета-пулемёта MP-38, который, в свою очередь, был модификацией пистолета-пулемёта ERMA EMP 36, прошедшего боевые испытания в Испании[уточнить]. MP- 40, как и MP-38, предназначался в первую очередь для танкистов, мотопехоты, десантников и командиров пехотных отделений. Позднее, ближе к концу войны, он стал применяться немецкой пехотой достаточно массово, хотя при этом и не имел повсеместного распространения.
По мере распространения MP-40 в пехоте некоторые особенности оружия, связанные с его изначальным предназначением, такие как наличие складного плечевого упора вместо полноценного приклада и отсутствие переключателя видов огня, стали вызывать нарекания; в результате оружейником Хуго Шмайссером, работавшим на фирму C. G. Haenel, конкурента «Эрмы», была создана модификация MP-41, сочетавшая основные механизмы MP 40 с деревянной ложей и спусковым механизмом, в свою очередь выполненными по образу ранее разработанного самим Х. Шмайссером MP28. Однако этот вариант широкого распространения не получил и выпускался недолго (было выпущено порядка 40 тыс. штук, из которых около 26 тыс. было поставлено румынам, ещё 5-6 тыс. хорватам, остальные 8-10 тыс. поступили в части СС), причём причиной этого стало инициированное фирмой ERMA судебное разбирательство против работодателя Шмайссера по поводу незаконного копирования запатентованной ею конструкции.
На вооружение вермахта MP-41 принят не был, хотя и ограниченно использовался частями Waffen SS (которые вообще зачастую имели очень разнородное, а с середины 1943 года нередко и вовсе устаревшее вооружение, так как комплектование дивизий СС ближе к концу войны велось по остаточному принципу)[уточнить], горными егерями и полицией, а также поставлялся румынам.
С ним, однако, связана одна из версий о происхождении обозначения «Шмайссер» — от имевшегося на MP-41 клейма М. Р.41, Patent Schmeisser C.G.Haenel, Suhl (см. фото) — которое впоследствии было распространено и на остальные разновидности системы, — даже на MP-38 и MP-40, к созданию которых конструктор Х. Шмайссер прямого отношения не имел. На самом деле ему принадлежал лишь патент на магазин, использованный в конструкции этого оружия, и характерной формы приёмник для него с защёлкой в виде кнопки, который к тому времени давно уже не был новинкой и использовался в целом ряде иных систем, например MP28 и, в упрощённом виде, в британском ПП СТЭН. По альтернативной версии, обозначение «Шмайссер» возникло именно благодаря надписи М. Р.41 Patent Schmeisser, имевшейся на магазинах к MP 41 выпуска фирмы Haenel, идентичных по конструкции магазинам MP-38 и MP-40.

## История создания
Германские военные заинтересовались пистолетами-пулемётами ещё в 1915 году, однако по условиям Версальского договора иметь на вооружении данный вид оружия разрешалось только полиции. В начале 1920-х годов конструктор-оружейник Генрих Фольмер сконцентрировался на разработке самых перспективных образцов стрелкового оружия — пистолетов-пулемётов. В 1925 г. появилась модель VMP-1925 (Vollmer Maschinenpistole). В целом модель напоминала MP18.I, но отличалась наличием деревянной рукоятки и магазином дискового типа на 25 патронов. В 1926 г. появилась модель VMP-1926. В VMP-1928 вместо магазина барабанного типа был использован дисковый магазин на 32 патрона, крепившийся к оружию с левой стороны. Пистолет-пулемёт VMP-1930 внешне был очень похож на VMP-1928, но Фольмер использовал в его конструкции телескопическую пружину, помещённую в металлический кожух и надвигавшуюся в процессе стрельбы на затвор. Это сделало оружие более надёжным в эксплуатации, более простым в сборке и разборке, особенно в полевых условиях. Было изготовлено всего 400 пистолетов-пулемётов VMP-1930. Работу Фолmмера напрямую финансировал рейхсвер с 1926 по 1930 гг., но большая часть оружия шла на экспорт.
В 1931 г. фирма Эрма купила все права на пистолеты-пулемёты конструкции Фольмера. В 1932 г. появился пистолет-пулемёт EMP (Erma Maschinenpistole) с практически не изменённой конструкцией.
С приходом к власти в Германии нацистской партии в 1933 г. встал вопрос об оснащении вооружениями растущей немецкой армии. В середине 30-х годов фирма «ERMA» (Erfurter Maschinenfabrik) конвертировала пистолет-пулемёт EMP в EMP 36, скорее всего, это было проделано по заказу армии. EMP 36 стал промежуточной моделью между EMP и MP38. Внешне он напоминал одновременно и тот, и другой пистолет-пулемёт. Механика оружия была серьёзно доработана, хотя концептуально сохранила черты конструкции Фольмера. Деревянное ложе с рукояткой было заменено металлической рамой с деревянной фурнитурой, а деревянный приклад — металлическим откидным. Вместо передней рукоятки на EMP 36 разместили гнездо магазина, который был наклонён немного вперёд и влево относительно оси оружия. Разбирался EMP 36 так же, как MP-38. Предвидя масштабы производства, при создании нового оружия немецкие оружейники стали применять абсолютно новый по тем временам метод холодной штамповки деталей из стального листа. Но позднее выяснилось, что штампованные детали оказались малонадёжны, и в связи с этим, когда глава фирмы Бертольд Гайпель получил заказ от Управления вооружений вермахта на создание нового пистолета-пулемёта для танкистов и десантников, ему пришлось возвратиться к станочной обработке основных деталей.
В период с 1936 по 1938 год EMP 36 доработали в MP-38. В начале 1938 года фирма «Эрма» получила официальный заказ на пистолет-пулемёт для армии Германии. MP-38 был официально принят на вооружение 29 июня 1938 года, но в войсках имелось всего несколько сотен единиц нового оружия. Всего в 1938 году было изготовлено порядка 1000 пистолетов-пулемётов MP-38. Темп производства поначалу был очень низким. 1 сентября 1939 года, на момент начала Второй мировой войны, во всей германской армии имелось около 8700 пистолетов-пулемётов MP-38. С сентября по декабрь 1939 года промышленность собрала ещё 5700 пистолетов-пулемётов. С января по конец июня 1940 года вооружённые силы Рейха получили 24 650 MP-38. В общей сложности силами фирм «Эрма» и «Хэнель» всего было изготовлено[когда?] порядка 42 200 пистолетов-пулемётов MP-38.
Со временем каждая рота должна была получить от 14 до 16 единиц MP 38 в качестве оружия командиров взводов, отделений, подразделений и рот, в дополнение к автоматическим пистолетам.
MP-38 имел поистине революционные нововведения в конструкции. У него не имелось деревянного приклада. MP-38 стал первым в мире пистолетом-пулемётом со складным прикладом. В оружии вообще отсутствовали деревянные детали: только металл и пластик. Передняя пистолетная рукоятка, характерная для первых пистолетов-пулемётов, была исключена из конструкции, её роль выполнял магазин. В отличие от большинства пистолетов-пулемётов у MP-38 рукоятка перезарядки располагалась слева, а не справа, что позволяло правой руке постоянно держать пистолетную рукоятку со спусковым крючком. Для удешевления производства при изготовлении цевья впервые была применена пластмасса (бакелит), а рама пистолетной рукоятки была изготовлена из алюминиевого сплава. Гнездо магазина выполнялось фрезерованием. Кожух пистолета-пулемёта был снабжён многочисленными продольными рёбрами жёсткости. Пистолет-пулемёт MP38 имеет только автоматический режим ведения огня. Одной из особенностей нового варианта является также умеренный темп стрельбы (ровно 600 выстрелов в минуту) и плавная работа автоматики, что повысило точность стрельбы и управляемость оружия (МР-38/40 практически не «трепыхается» даже без использования ДТК, как следствие — устойчивость при стрельбе очередями, оружие почти не отклоняется от линии прицеливания), также адекватный расход боеприпасов, что впрочем может быть некоторым недостатком в бою на малой дистанции (до 25 метров).
Экспериментальный образец MP-38(L) появился в конце 1939 — начале 1940 годов. Конструктивно данное оружие сильно отличалось от MP-38: на корпусе пистолета-пулемёта отсутствовали продольные рёбра, гнездо магазина было иным. Большое количество деталей было изготовлено из алюминия методом литья. Щёчки пистолетной рукоятки изготовлены из дерева, а не из пластика. Пистолет-пулемёт весил примерно 3,1 кг. Темп стрельбы в этом опытном образце был значительно выше, и составлял 750—800 выстрелов в минуту. Использование алюминия существенно удорожало оружие, но MP-38(L) намного превосходил классический МР 38 по боевым качествам и был в большей степени приспособлен к массовому производству. Некоторые конструктивные решения, направленные на снижение трудоёмкости производства, были внедрены в конструкцию MP-40.
Разработка MP-40 завершилась в конце 1939 года, и тогда же была выпущена первая небольшая партия. Массовое производство пистолетов-пулемётов MP-40 началось с марта 1940 года. Первым с выпуска MP-38 на изготовление MP-40 перешёл завод фирмы Штейр в конце марта — начале апреля 1940 года, через некоторое время производство MP-38 в пользу выпуска MP-40 свернули заводы фирм Эрма и Хэнель. К августу суммарный выпуск пистолетов-пулемётов MP-40 возрос до 10000 штук в месяц. С 1940 по 1944 годы три фирмы выпустили примерно 706 350 пистолетов-пулемётов MP-40. Таким образом, было изготовлено примерно 746 350 штук MP-38 и MP-40.
С наступлением 1940 года, когда генеральным штабом армии был отдан приказ о разработке нового оружия, MP-40 в больших количествах стали получать в первую очередь подразделения ВДВ и спецназ, потом стрелки, сержанты и офицеры, также расчёты артиллерии и водители различного транспорта и бронетехники. Потребности войск теперь были в большей степени удовлетворены, хотя и не полностью.
С января 1940 по декабрь 1941 года было изготовлено до 360 тысяч этих ПП, армия получила 234 750 единиц, в 1942—1943 годах вооружённым силам в общей сложности было поставлено 464 144 единицы пистолета-пулемёта, в том числе:
- армия — 371 606;
- авиация — 76 237 (в ВДВ 68 тыс. шт.);
- флот — 16 266 (12 тыс. в частях морской пехоты).

Всего за время войны изготовлено в общей сложности около миллиона экземпляров, согласно данным советской разведки, чуть больше миллиона — 1 101 019.
Фирма Хэнель прекратила производство MP-40 в 1942 году, переключившись на выпуск перспективных штурмовых винтовок Sturmgewehr. Она изготовила порядка 160000 экземпляров. Фирма Эрма прекратила выпуск, вероятно, в начале 1944 года. Фирма Штейр прекратила сборку MP-40 где-то в период между августом и октябрём 1944 года. Она собрала 300000 — 350000. На смену винтовкам Kar98k и пистолетам-пулемётам MP38 и MP40 пришёл автомат StG44, производство которого вследствие тяжёлого состояния немецкой промышленности на момент конца 1943 — начала 1944 годов разворачивалось медленно. Тогда решено было производить итальянские пистолеты-пулемёты Beretta M38A/42, которые получили германское обозначение Maschinenpistole 738(i). С лета 1944 г. по март 1945 г. было изготовлено примерно 150000 MP 738(i).
В конструкции MP-40 более широко были представлены штампованные детали, в частности, рама пистолетной рукоятки изготавливалась штамповкой из стали. MP-40 более прост конструктивно, менее трудоёмок в производстве и облегчён в сравнении с MP-38. Также MP-40 отличался от MP-38 гладким (без рёбер) верхом корпуса, иным устройством крепления магазина — гнездо магазина MP-40 не имело отверстия. Во второй половине 1940 года в массовое производство внедрили новый предохранитель. Он располагался на правой стороне пистолета-пулемёта и фиксировал затвор в переднем положении. Исследователи отмечают очевидное сходство предохранителя с предохранителями советских ППД и ППШ, отмечая, что немцы скопировали советскую конструкцию. Под новые предохранители прошло доработку большое количество ранее изготовленных пистолетов-пулемётов MP38 и MP40. В войсках переделка производилась с помощью специальных комплектов. Причём старые MP-38 с изменённой рукояткой взведения затвора получили наименование MP-38 Gemischt («смешанной конструкции»), их часто ошибочно называют MP 38/40.
В отличие от предшественника пистолет-пулемёт MP-40 выпускался не в одном, а в нескольких вариантах. Конструкцию оружия постоянно упрощали с целью снижения трудоёмкости изготовления. Эксперты насчитывают не менее пяти модификаций, которые отличаются как в плане технологии изготовления, так и по боевым качествам: ранние версии МР-40 имели темп стрельбы 600 выстрелов в минуту, в то время как в новых модификациях, вследствие модернизации (усиленная возвратно-боевая пружина, некоторые изменения демпфера) темп стрельбы достигал 750, а в некоторых даже 950—1000 выстрелов в минуту. Начиная со второго серийного варианта на гнезде магазина MP-40 делались рёбра жёсткости. Следует понимать, что такое деление на варианты является относительным, ибо изменения в конструкцию вносились постепенно и не одновременно на всех заводах, кроме того на фронте детали часто переставлялись с одних пистолетов-пулемётов на другие, а в конце войны вообще часто собирали «новые» исправные пистолеты-пулемёты из нескольких старых и неисправных. К примеру, в мае 1944 года появилось указание об увеличении производства MP-40 за счёт использования деталей со складов и из запасов.
Вопреки распространённому мнению, навязанному художественными кинофильмами, где солдаты вермахта «лупят» из MP-40 непрерывным огнём «навскидку», огонь обычно вёлся прицельно короткими очередями по 2—5 выстрелов с упором разложенного приклада в плечо (кроме случаев, когда было необходимо создание высокой плотности неприцельного огня в бою на самых ближних дистанциях, порядка 5-10, максимум до 25 метров).
Насыщенность пехотных частей пистолетами-пулемётами была невысокой, MP 40 вооружали командиров отделений и взводов; большее распространение они получили среди экипажей танков и бронемашин, а также личного состава ВДВ (примерно треть личного состава). При этом к началу Великой Отечественной войны было изготовлено всего четверть миллиона единиц MP-40. Поэтому даже большая часть десантников всё ещё была оснащена устаревшими магазинными неавтоматическими винтовками Mauser 98k и 33/40. Позже они стали получать автоматические винтовки FG-42, но массовое изготовление их наладить не успели, к тому же его специфические конструкция и назначение (гибрид снайперской винтовки с лёгким ручным пулемётом) и не предполагали поголовного вооружения им каких-либо подразделений.
В 1941 году Хуго Шмайссер, учтя пожелания пехоты, предложил пистолет-пулемёт MP-41. Он представлял собой комбинацию MP28/II (деревянная ложа с прикладом, скоба и спусковой крючок) и MP-40 (ствол с затворной коробкой, затвор и возвратно-боевая пружина). В отличие от MP-38 и MP-40, он имел два режима стрельбы: автоматический и полуавтоматический. Деревянный приклад обеспечивал более высокую кучность стрельбы. Однако, Управление вооружений отклонило MP41, сочтя нецелесообразным налаживать производство специального пистолета-пулемёта для пехоты. MP-41 выпускался фирмой «Haenel», предположительно, по заказу Румынии. Помимо Румынии, пистолеты-пулемёты, скорее всего, поставлялись Хорватии и другим незначительным балканским союзникам Германии. На вооружение германской армии MP-41 официально никогда не принимался, но в последние месяцы войны таким оружием вооружали бойцов фольксштурма. Согласно архивным документам, фирма «Haenel» изготовила 27 500 пистолетов-пулемётов MP-41. Первая партия из 26 000 штук была собрана в 1941 году, в конце 1944 года было изготовлено ещё 1500. Фирма «Haenel» могла собирать максимально — 100 штук пистолетов-пулемётов MP-41 в сутки, а MP-40 — 300 штук. То есть, MP-41 был в три раза сложнее в производстве по сравнению с MP-40.
В 1942 году специалистами фирмы Эрма началась разработка экспериментального пистолета-пулемёта EMP 44, снабжённого двумя магазинами и предназначенного для установки в фортификационных сооружениях и бронетехнике. По непонятным причинам, все работы по EMP 44 свернули после изготовления нескольких опытных образцов, после чего, видимо, фирма перенесла устройство для крепления двух магазинов на MP-40/1.
Пистолет-пулемёт MP-40/1 (Gerät 3004) является опытной версией пистолета-пулемёта MP-40, снабжённого двумя магазинами. Оружие оказалось слишком неудобным и излишне тяжёлым, изготовили всего несколько десятков единиц, сохранилось всего пять боеспособных экземпляров (три из них были захвачены американскими войсками в Афганистане в 2009 году). Все сохранившиеся экземпляры MP40/1 были собраны на фирмах Штейр и Эрма во второй половине 1942 г. и в первой половине 1943 г. Система питания оружия из двух магазинов оказалась неудачной, так как не решала проблему чувствительности оружия и магазинов к загрязнению.

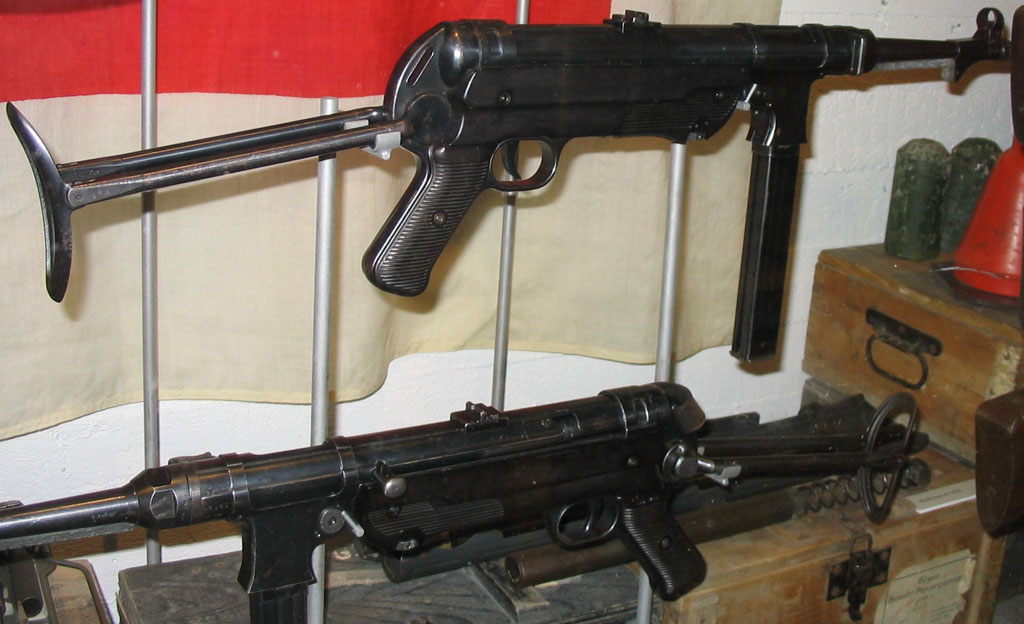
MP 40 в музее.

## Система
Автоматика как MP-38, так и MP-40 работает на принципе отдачи свободного затвора при неподвижном стволе. Используется принцип «выстрел на выкате», боёк ударника соприкасается с капсюлем патрона в момент запирания канала ствола. Запирание канала ствола осуществляется массивным затвором. За счёт большого веса подвижных деталей, слабой возвратной пружины и пневматического демпфера у пистолета-пулемёта относительно низкий темп стрельбы — 600 выстрелов в минуту, что положительно сказывается на кучности боя. MP 40 имеет ударно-спусковой механизм ударникового типа и рассчитан на ведение только непрерывного огня, но благодаря умеренному темпу стрельбы, хорошо подготовленные стрелки могут стрелять и одиночными выстрелами. Предохранитель у пистолета-пулемёта отсутствует. Его заменяет наличие двух пазов для рукоятки затвора с левой стороны затворной коробки. Один коленчатый паз в казённой части кожуха — для изготовки к стрельбе и второй расположенный близ патронника — для плотного запирания канала ствола в походном снаряжении. MP-40 оснащён стоечным прицелом с двумя визирами: постоянным на дистанцию 100 м и откидным на дистанцию до 200 м, однако при ведении огня на дистанции более 100—120 м эффективность огня резко ухудшалась. В боевых условиях неудобства создавало также отсутствие у ствола защитного кожуха, поэтому для предотвращения ожогов солдаты во время стрельбы зачастую пользовались перчатками. Снизу ствола был сделан «гак» (крюк) для удобства стрельбы с бортов бронемашин, автомобилей или других укрытий.

### Затворная коробка
Затворная коробка сделана из катаных листов дешёвой углеродистой стали. Сверху расположено основание прицела, в котором находится планка с прицельной стойкой, на которой присутствует прорезь постоянного прицела на 100 метров и откидывающаяся планка с прорезью для стрельбы на расстоянии 200 метров. Впрочем, такой прицел может быть заменён секторным (деление до 300 метров при шаге в 50). На переднюю часть затворной коробки надет изготовленный из листового материала либо алюминия приёмник магазина, внутри которого находятся защёлка магазина и отражатель (крепится при помощи штифта). С правой стороны над приёмником магазина на затворной коробке находится окно для выбрасывания гильз.

### Затвор
Затвор цилиндрической формы, спереди имеет цилиндрическое углубление (чашечку), в котором при выстреле располагается задняя часть гильзы патрона, а в нижней части — фигурные пазы для прохода губок магазина, досылатель, выталкивающий из магазина и досылающий в патронник очередной патрон, и прорезь для отражателя стреляных гильз. Кроме того, сверху-справа на затворе имеется фрезерованный паз для выбрасывателя, который своим зацепом удерживает стреляную гильзу до её отражения или при осечке вытягивает осечный патрон из патронника за проточку его гильзы.
В задней части затвора неподвижно расположена взводная рукоятка, также использующаяся в качестве предохранителя — она может фиксировать затвор как в переднем положении (за счёт поперечного смещения расположенной на ней фишки, которая входит в зацепление со специальным вырезом в передней части прорези под взводную рукоятку на ствольной коробке), так и в заднем (за счёт заведения рукоятки в специальный боковой отросток в задней части той же прорези).
MP-38/40 и ранний вариант MP-40 не имели сдвижной «фишки» (в виде грибка) на рукояти затвора, у них рукоять имела форму простого крючка, а затвор фиксировался только в крайне заднем положении, что при характерной для этого оружия (и пистолетов-пулемётов тех лет вообще) сравнительно примитивной конструкции было менее надёжно: при достаточно сильном ударе, направленном по продольной оси оружия, или его сильном сотрясении (например при спрыгивании с техники или приземлении парашютиста) мог произойти случайный выстрел при затворе в крайнем переднем положении (из-за его отхода по инерции назад с перебегом за магазин, последующим досыланием очередного патрона из магазина и накалыванием его капсюля бойком ударника под действием возвратно-боевой пружины). С данной проблемой пытались бороться изготовлением специальных предохранительных ремешков, надевавшихся на ствол и фиксировавших затвор в крайнем переднем положении «хлястиком» с прорезью для рукояти-крючка. Однако данные приспособления не могли являться полноценным заменителем предохранителя, поэтому на более поздней модификации MP-40/II (с мая 1942 года) «фишка» предохранителя была возвращена, а в августе 1942 года в войска был спущен приказ, предписывающий к 20 мая 1943 года переделать все уже имеющиеся в подразделениях МP-38 и MP-40 с рукоятками-крючками, под рукоятки с «фишкой» путём выпиливания дополнительного фигурного паза для предохранителя в передней части прорези ствольной коробки.
В отличие от большинства пистолетов-пулемётов тех лет, у MP-38/40 ударник не был неподвижно закреплён в чашечке затвора, а вместо этого представлял собой отдельную деталь, расположенную во внутреннем канале затвора. Основание ударника также служило упором для возвратно-боевой пружины, которая была полностью окружена телескопическим кожухом из стальных трубок, образуя вместе с ними и основанием ударника отдельную сборочную единицу, в процессе нормальной эксплуатации оружия не требовавшую разборки для обслуживания. За счёт сжатия находящегося внутри системы трубок воздуха они работали в качестве примитивного замедлителя темпа стрельбы, доводя его до приемлемого для оружия подобного класса значения — порядка 600 (±30) выстрелов в минуту, что позволило отказаться от отдельного режима стрельбы одиночными выстрелами в УСМ, существенно упростив его конструкцию. Кроме того, возвратно-боевая пружина, находящаяся внутри системы трубок, была надёжно защищена от грязи и механических повреждений. Сборка и разборка оружия также были существенно упрощены.
Некоторые поздние упрощённые варианты MP-40 военного выпуска (после 1943 года) могли и не иметь пневматического замедлителя и телескопического кожуха возвратно-боевой пружины. Это вызвало снижение надёжности оружия из-за повышения его чувствительности к загрязнению и потребовало существенного усиления пружины, что ещё больше увеличило темп огня.
Изображение затвора MP-40 с ударником, возвратно-ударным механизмом и пневматическим замедлителем доступно по ссылке.

### Приклад
В приклад пистолета-пулемёта MP-40 входит целый ряд деталей. В верхнем уступе корпуса на стопорной оси с защёлкой в подвижном состоянии прикреплён плечевой упор с поворачивающимся затыльником. Плечевой упор складывается под спусковую коробку, закрытую снизу бакелитовым цевьём и имеет два положения: откинутое или сложенное. Приклад фиксируется защёлкой, которую используют для перевода плечевого упора из одного положения в другое. Приклад фиксируется в рукояти управления огнём при помощи штифта, а сама рукоять соединяется со спусковой коробкой посредством всего двух винтов — основного с потайной фигурной головкой и контрящего с цилиндрической головкой, которая препятствует самовыкручиванию первого.

### Питание
Боепитание осуществлялось из коробчатого прямого магазина, рассчитанного на 32 патрона с шахматным расположением. При стрельбе необходимо удерживать оружие левой рукой за приёмник магазина, а не за сам магазин. Удерживание оружия за магазин приводит к задержкам в стрельбе и поломке магазина. Пружина подавателя, так же, как и возвратная и боевая пружины, изготавливалась из дешёвой стали путём выдавливания, благодаря чему снижалась себестоимость производства оружия. Калибр 9-мм Parabellum (парабеллум). Этот боеприпас был разработан в 1902 году Георгом Люгером, принят на вооружение сухопутных сил и флота Германии в 1908 году. Первоначально патрон снаряжался оболочечными пулями двух типов: конической пулей с плоской вершинкой и пулей со сферической вершинкой. В годы Второй мировой войны патрон выпускался как с оболочечными пулями — со свинцовым сердечником (P.08) или со стальным сердечником (Р.08 m.E), — так и безоболочечной суррогатированной пулей (P.08 SE). Суррогатированная пуля производилась путём прессования из металлокерамической массы. Благодаря таким его качествам, как достаточная мощность, точность боя и пологая траектория полёта пули, этот патрон получил наибольшее распространение.
Патрон фиксируется при досылке в патронник передним торцом гильзы в уступ патронника. Гильза патрона цилиндрической формы с невыступающей закраиной (фланцем), может быть латунной, стальной лакированной, биметаллической и алюминиевой.
| Характеристики боеприпаса | Характеристики боеприпаса |
| ------------------------- | ------------------------- |
| Обозначение патрона       | 9×19 мм Парабеллум        |
| Длина патрона, мм         | 29,7                      |
| Длина гильзы, мм          | 19                        |
| Масса патрона, г          | 11,6 — 12,3               |
| Масса пули, г             | 7,45 — 8,1                |
| Начальная скорость, м/с   | 396                       |
| Дульная энергия, Дж       | 584                       |

### Основные детали
Пистолет-пулемёт MP-40 состоит из следующих основных частей и механизмов:
- Ствол со ствольной коробкой
- Спусковая коробка с рукояткой управления огнём и откидным плечевым упором
- Затвор
- Возвратно-боевая пружина
- Спусковой механизм
- Съёмный магазин

### Порядок сборки и разборки
1. Отсоединить магазин;
2. Оттянуть вниз стопорный болт за пуговку (расположена в нижней части утолщения бакелитового цевья, сразу за приёмной горловиной магазина) и повернуть его на 1/4 оборота в любую сторону.
3. Взяв оружие за горловину магазина и пистолетную рукоятку и, удерживая спусковой крючок в нажатом состоянии, провернуть их друг относительно друга против часовой стрелки, после чего отделить ствольную коробку вместе со стволом и горловиной, потянув её вперёд;
4. Извлечь из ствольной коробки затвор вместе с заключённой в телескопический кожух возвратно-боевой пружиной и ударником[9].

## Дополнительные приспособления
- Наполнитель магазина (нем. Magazinfüller). Для облегчения набивки магазина патронами в полном объёме использовалось специальное устройство, состоящее из металлического корпуса, который крепился на горловине магазина. В верхней части устройства имелся рычаг, с помощью которого патроны утапливались в магазин.
- Насадка для стрельбы из-за угла. В небольшом количестве выпускались в конце Второй мировой войны насадки на ствол для стрельбы из-за угла;[10]
- Зимний спусковой крючок (нем. Winterabzug). Представлял собой короб из листового металла со съёмной боковиной и спусковым крючком, который находился ниже спусковой скобы, что позволяло нажимать на него пальцем в рукавице. На фронте такие устройства встречались крайне редко.
- Глушители. Насколько известно, глушители к пистолетам-пулемётам MP38 и MP40 официально на вооружение не принимались, однако несколько их версий существовало. Глушители обозначались Hub L, известны глушители с Hub L41 до Hub L50. В 1942 году было разработано и испытано два типа глушителей. Первый разработала и изготовила фирма «Арадо» из Бранденбурга, он обозначался Hub L41, другой вариант Hub L42 — предложило берлинское товарищество конструкторов и предпринимателей «Опель-Шнейдер». Длина глушителя Hub L41 составляла 295 мм, диаметр 43 мм, масса 0,7 кг. Глушитель предполагал использование специальных боеприпасов Nahpatrone 08 (патрон ближнего боя) с уменьшенным зарядом и более тяжёлой, чем у штатного патрона, пулей. Глушитель Hub L42 весил 0,6 кг при диаметре 45 мм и длине 350 мм. Данный глушитель также требовал использования nahpatrone 08. Согласно документам, датированным апрелем 1944 г., было изготовлено порядка 1000—1500 глушителей разных версий. Хотя первый тип глушителей разработала фирма «Арадо», вся партия глушителей была изготовлена на «Шнейдер-Опель».

## Серия MP ERMA

### EMP 36
Его полное название было ERMA ERFURT EMP 36. EMP 36 представлял собой оружие ближнего боя, его задачей было уничтожение живой силы противника на дистанции до 200 метров. В нём впервые была реализована идея компактности оружия (складной приклад). Для стрельбы использовался стандартный пистолетный патрон 9×19 мм «Парабеллум». В этом оружии была впервые использована пистолетная рукоятка, а также отсутствовал кожух ствола. Для EMP 36 был спроектирован 32-зарядный коробчатый магазин нового типа, с деталями, которые отличались от стандартного магазина MP 28. Кроме того, горловина магазина была «опущена» вниз с небольшим смещением влево. Перемещение центра тяжести симметрии оружия сразу улучшило кучность стрельбы вне зависимости от степени опорожнения магазина. Ещё одной особенностью этого оружия был опорный крюк на стволе, для стрельбы из боевых машин, крюк придавал особую фиксацию при стрельбе. EMP 36 имел темп стрельбы в 600 выстр./мин., что положительно сказалось на кучности боя. Он производился в очень малых количествах — до нас дошло чуть более 3 тыс. боеспособных экземпляров (около 2 тыс. из них находятся в США).

### MP-38
MP 38 представлял собой дальнейшее развитие EMP 36, его ствольная коробка была изготовлена фрезерованием, а не штамповкой, за счёт чего выросла его стоимость. В связи с этим, конструкторам компании «Эрма» пришлось максимально облегчить конструкцию MP-38. Для удешевления впервые в этом виде оружия были применены новые технологии и материалы, такие как: пластик для изготовления цевья и алюминиевый сплав — для рамы пистолетной рукоятки. MP-38 после MP 18 стал первым штатным пистолетом-пулемётом в Вермахте. По одним данным к началу Второй мировой войны на службе вермахта имелось 8772 пистолета-пулемёта MP-38, по другим данным — всего 3000. В то время MP-38 был одним из новейших, передовых видов автоматического стрелкового оружия.
Основные отличия MP-40 от MP-38
- Алюминиевая рама пистолетной рукоятки, ранее подвергавшаяся дополнительной станочной обработке (фрезерованию), была заменена штампованной из стали (в дальнейших модификациях технология изготовления рукоятки продолжала меняться с целью упрощения и удешевления производства).
- Корпус затворной коробки стал гладким штампованным, фрезерованные пазы были заменены четырьмя выдавленными продольными рёбрами жёсткости.
- Корпус приёмника магазина также был усилен рёбрами жёсткости, для большего удобства. Для этого было упразднено находящееся в нём большое отверстие.
- Средняя направляющая телескопической трубки возвратно-боевой пружины была изготовлена для упрощения методом вытяжки.
- Все пистолеты-пулемёты были оснащены двухчастевыми рукоятками перезаряжания с фиксатором предохранителя.
- Магазины, у которых первоначально были гладкие стенки, теперь были с рёбрами жёсткости: но в то же время магазины от MP 40 подходят для MP 38 и наоборот.
- Опорная шина ствола была штампованной, первоначально из металла, а впоследствии и из пластмассы.

### MP-41
MP-41 является вариантом MP-40 с деревянным прикладом, автором этой идеи был Хуго Шмайссер, он установил ствол и затворную коробку пистолета-пулемёта MP-40 в деревянную ложу. 

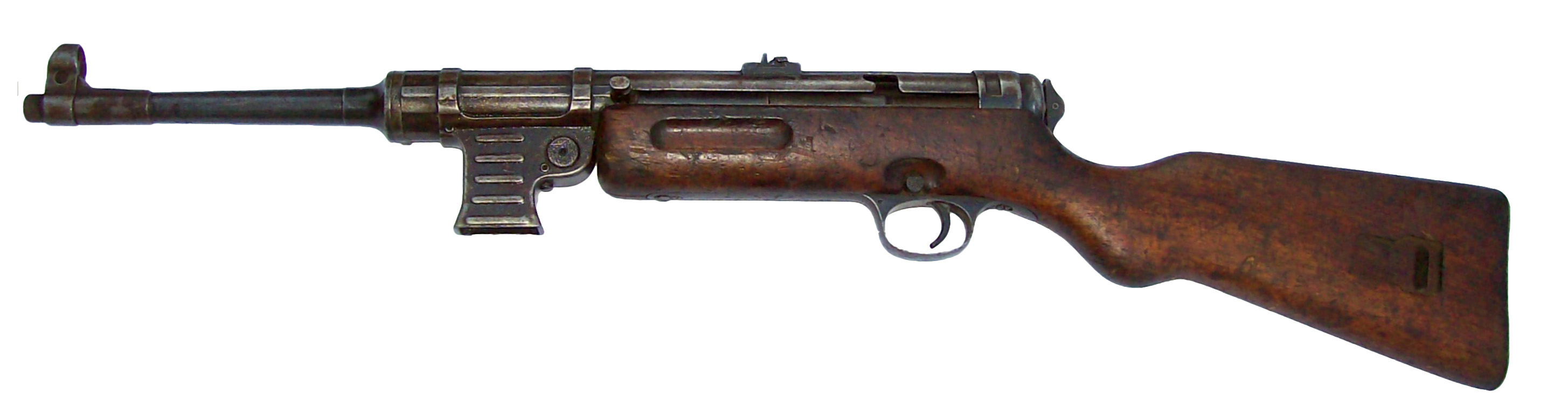
MP41

В отличие от MP-40 в MP-41 была предусмотрена возможность ведения одиночного огня. Темп стрельбы был существенно увеличен путём внедрения в конструкцию более лёгкого затвора и усиленной возвратно-боевой пружины, и составлял около 750—800 выстрелов в минуту. Возросла огневая мощь, а благодаря деревянному прикладу теперь была возможность стрелять более точно, но при этом значительно уменьшился ресурс оружия, в целом, и катастрофически снизилась техническая кучность из-за так называемого «двоецентрия» (то есть эффекта группирования точек попадания на мишени в две локальные группы, одна из которых соответствует первым выстрелам в каждой из очередей, а вторая — последующим). Потом темп стрельбы решили понизить до более приемлемого значения — около 600 выстр/мин, но в таком случае МР-41 лишился последних своих немногочисленных достоинств по сравнению с уже зарекомендовавшим себя MP-40. И это послужило причиной тому, что MP-41 производился в малых количествах: изготовили не более 50 тыс.шт.
Пистолет-пулемёт MP 40 выпускался с 1940 г. вплоть до конца войны фирмой Erma в г. Эрфурте. В 1940 г. массовое производство этого оружия наладил концерн Steyr-Daimler-Puch. Фирма Steyr получила первоначально код 660, который в ходе войны был заменён на bnz. В 1941 к выпуску MP 40 присоединяется зульская фирма Х. Шмайссера C.G. Haenel, Waffen-und Fahrradfabrik (код fxo). Детали изготовлялись различными фирмами.

### Сравнительные характеристики различных моделей

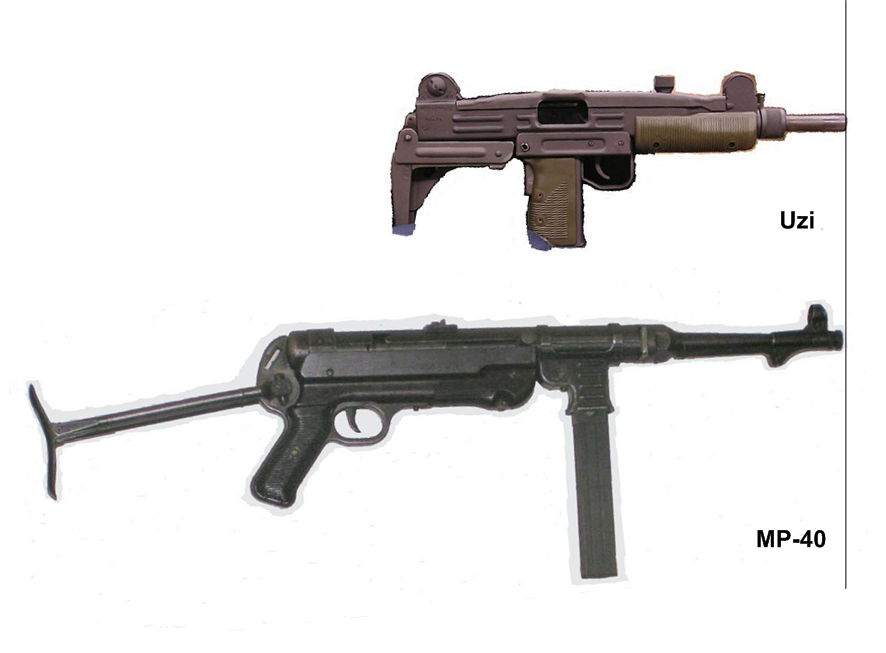
MP 40 и Узи

|                                              | EMP 36             | MP 38              | MP 41              |
| -------------------------------------------- | ------------------ | ------------------ | ------------------ |
| Патрон                                       | 9×19 мм Парабеллум | 9×19 мм Парабеллум | 9×19 мм Парабеллум |
| Начальная скорость, м/с                      | 380 / 400          | 380 / 400          | 380 / 400          |
| Длина, со сложенным/откинутым прикладом, мм: | 620/831            | 630/833            | 864                |
| Темп стрельбы, выст/мин:                     | 600                | 600                | 800                |
| Масса без патронов/с патронами, кг :         | 3,96/4,63          | 4,18/4,85          | 3,87/4,54          |
| Ёмкость магазина:                            | 32 патрона         | 32 патрона         | 32 патрона         |
| Длина ствола, мм:                            | 248                | 248                | 251                |
| Прицельная дальность стрельбы, м:            | 200                | 200                | 200                |

## Достоинства и недостатки
Первоначально MP-40 разрабатывался как оружие для спецназа, десантных частей и др., в связи с чем в нём была применена такая оружейная новинка, как складывающийся приклад. У MP40 оказалась исключительно удачная конструкция. Одно портит картину: неудобство металлического приклада, а именно: недолговечная система соединения (шарниры очень быстро разнашиваются и начинают шататься, что сказывается на точности стрельбы) привела к созданию модификации MP 41, в которой тот же механизм заменён старомодной деревянной ложей, но, из экономических соображений, а именно — невзаимозаменяемости деталей и ствола, в массовое производство новую модель так и не запустили.
Достоинствами MP-40 являются компактность (по сравнению с другими ПП тех лет), удобство в эксплуатации, очень высокое (по тем меркам) качество изготовления и исключительная живучесть конструкции: в соответствии стандартам HWWA он без особых затруднений производил до 30 тысяч выстрелов патронами с усиленным пороховым зарядом (сертифицирован на использование боеприпасов 9*19+P+). Это оружие прошло тест на стрельбу в условиях −50 °C и при +50 °C, без смазки, спустя четыре дня пребывания в солёной морской воде и после испытаний солнцем, пылью и грязью. Он мог стрелять и после падения на бетонный пол с пятиметровой высоты.
К достоинствам относится простота и лёгкость технического обслуживания.
МР-40 отличается прекрасной управляемостью, высокой точностью и кучностью стрельбы: все попадания при стрельбе на полигоне из МР-40, закреплённого в станке, создают группу попаданий диаметром в 8 см на 50 м, на 100 м средняя группа составляет 22 см, впрочем, на дистанции в 200 метров средняя группа имеет диаметр 45-50 см, сравнительно высокое останавливающее действие 9-мм пули на дальностях до 200 м.
Кроме того, на конце ствола МР40 присутствует резьба, прикрытая наворачивающейся втулкой, что даёт возможность использовать всевозможные дульные насадки — компенсаторы, глушители, приспособления для стрельбы надкалиберными боеприпасами.
Именно благодаря своей удачной конструкции и наличию вышеописанных достоинств перед другими образцами МР40 приобрёл всемирную известность и получил распространение даже в послевоенное время.
Недостатки прежде всего связаны с выбранным патроном. Баллистические характеристики патрона 9×19 мм Парабеллум не могли дать большой начальной скорости пули (около 320—400 метров в секунду, в зависимости от массы пули) и соответственно, хорошей настильности траектории. Для использования глушителя требовался боеприпас с начальной скоростью пули не более 330—340 метров в секунду, что ещё сильнее влияло на уменьшение дальности. Впрочем, небольшая (100—200 метров) эффективная дальность стрельбы — это общий недостаток оружия под пистолетный патрон 9×19 мм Парабеллум, однако, советские ПП, с которыми MP 40 пришлось столкнуться на Восточном фронте, были выполнены под намного более «скоростной» (по меркам этого класса боеприпасов) патрон Маузера-Токарева 7,62×25 мм, который имеет заведомо лучшую баллистику: начальная скорость пули составляет 520—550 м/сек из ППШ и 480—500 м/сек из ППС.
Из собственно конструктивных недостатков можно выявить:
- уже упомянутую недолговечную конструкцию шарнира приклада;
- не лучшая эргономика: во-первых, это излишняя (по современным меркам) массивность оружия, во-вторых, расположенная слева взводная рукоять при ношении оружия в положении «на грудь» утыкается в грудную клетку владельца, доставляя ему неудобства. Кроме этого, из-за длинного, сильно выступающего вниз магазина трудно вести огонь из укрытий (прежде всего из окопа), поскольку это значительно повышает прицельную линию при стрельбе лёжа или из-за укрытия, так что, для ведения прицельного огня приходится сильно высовывать голову, подставляясь под ответный огонь противника;[11]
- отсутствие кожуха ствола, из-за чего при длительной стрельбе оружие невозможно держать за ствол без перчаток;

В ходе боевых действий на территории СССР выявилось некоторое снижение надёжности при минусовых температурах, что, впрочем, относится ко всем подобным типам оружия. Чистка MP 40 в полевых условиях, по сравнению с ППШ и ППС, немного сложнее, ввиду множества мелких деталей и трубчатой ствольной коробки.
Все основные недостатки MP 40 были исправлены в его послевоенной испанской версии — Star Z-45. Патрон 9 мм Largo (9х23 мм), намного более мощный по сравнению с использовавшимся в MP 40 9х19 Para, позволил улучшить баллистику оружия. Ствол был закрыт перфорированным металлическим кожухом с дульным тормозом-компенсатором в виде шести пропилов спереди-сверху, который улучшил развесовку: позволил уменьшить подбрасывание оружия при стрельбе, и этим несколько улучшил показатели кучности боя. Появился селектор режимов огня: при слабом нажатии на спусковой крючок происходили одиночные выстрелы, при сильном — автоматический огонь. Прицельные приспособления были усовершенствованы, а рукоятка взведения — перенесена на правую сторону ствольной коробки (расположенная слева рукоятка MP 40 при ношении оружия в положении «на грудь» утыкалась в грудную клетку стрелка, доставляя ему существенный дискомфорт). Это оружие, спроектированное ещё в довоенное время, состояло на вооружении до начала 1970-х годов.

## Применение в Третьем Рейхе

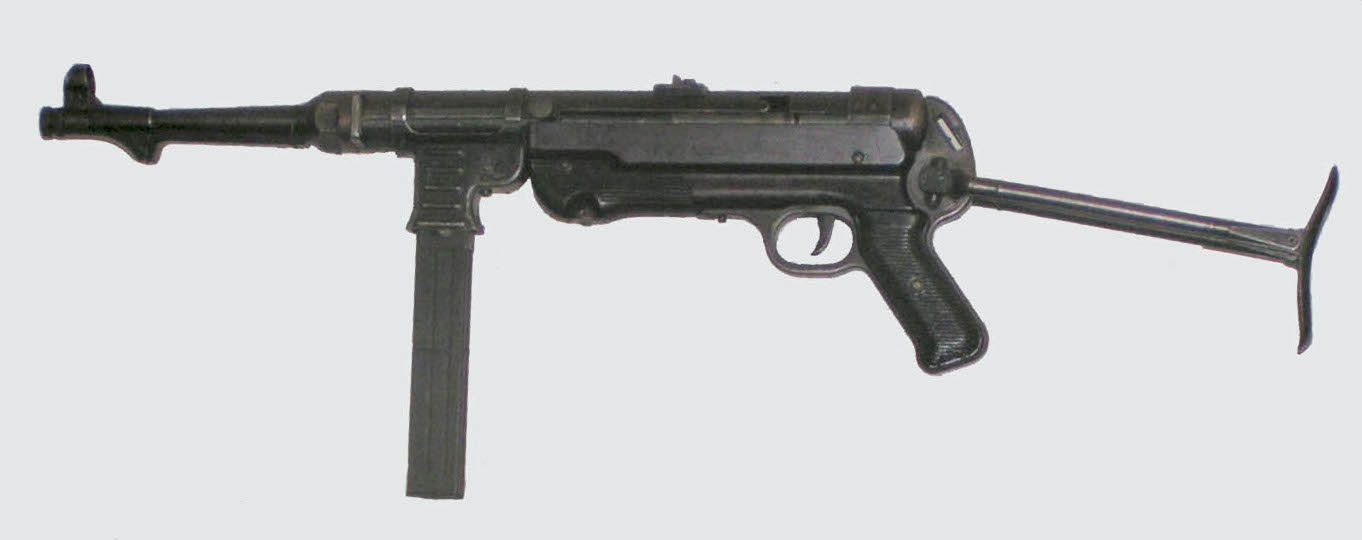
MP 40 с разложенным прикладом

MP 40 активно использовался во Второй мировой войне войсками нацистской Германии и её союзниками. В 1940 году приказом Генерального штаба сухопутных сил (ОКХ) пистолеты-пулемёты были приняты на вооружение в качестве индивидуального стрелкового оружия пехоты (младшего офицерского состава), водителей транспортных средств, танкистов и некоторых других категорий военнослужащих.

## Применение в других государствах
Использовался в СССР в качестве трофейного оружия, особенно часто советскими партизанами и фронтовыми разведчиками (до появления ППС) как более компактный по сравнению с ППШ, а также благодаря возможности применения глушителей[уточнить]. Из числа всевозможных партизанских подразделений в качестве трофейного оружия его использовали югославские партизаны (также усташи НГХ, сербские четники), французские «Маки», польские харцеры и бойцы Украинской повстанческой армии.

## После Второй мировой войны

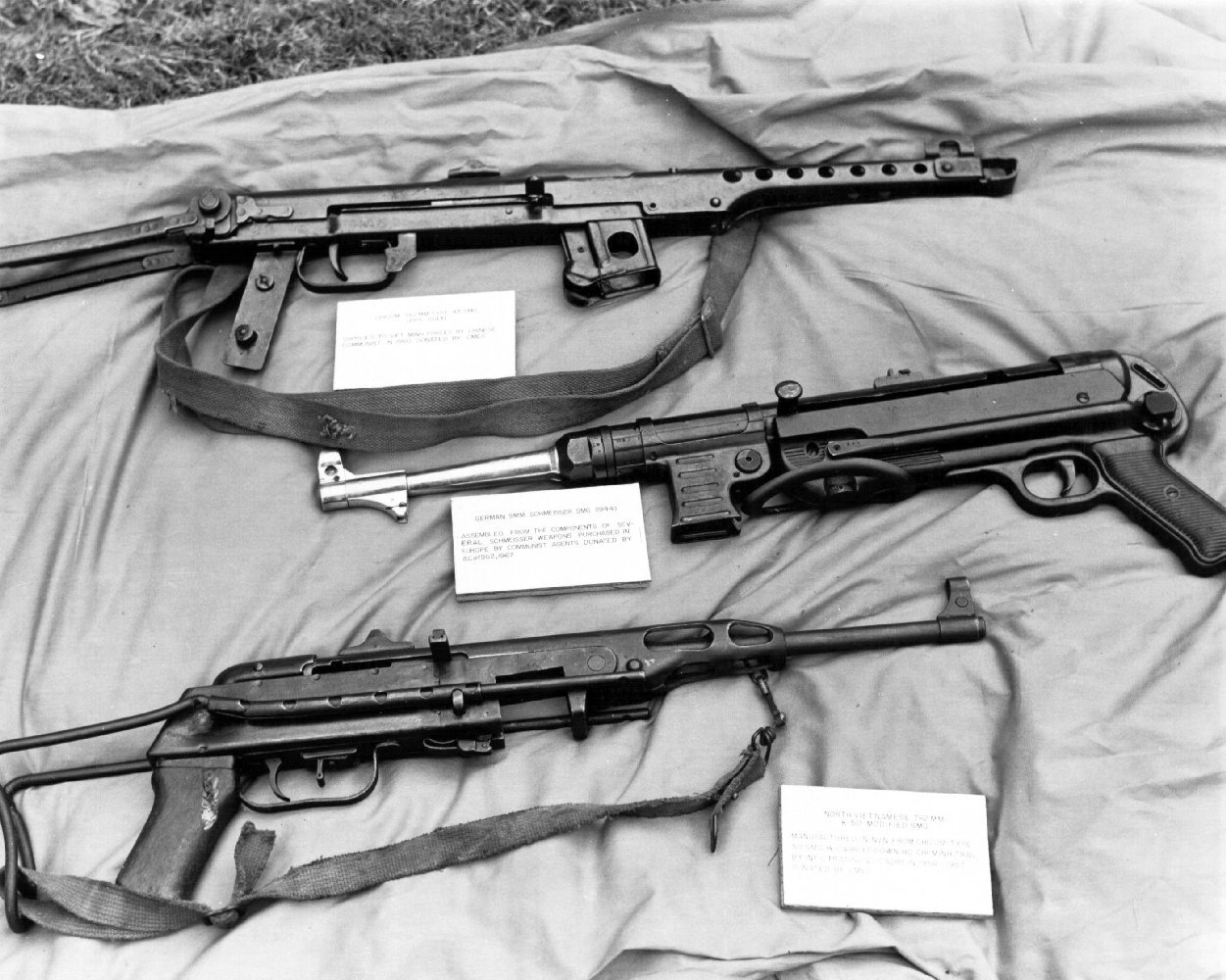
MP 40 (в центре), захваченный у Вьетконга, Вьетнамская война

После окончания Второй мировой войны в самой Германии это оружие «постарались забыть» по политическим причинам, но оно ещё очень долгое время производилось и состояло на вооружении армий ряда стран и активно применялось во многих вооружённых конфликтах второй половины XX века:
- Великобритания: пистолет-пулемёт применялся британским спецназом SAS до 1970-х годов.
- Венгрия: использовался в венгерских вооружённых силах, активно применялся во время венгерских событий 1956 года (тогда советскими военными было изъято большое количество этих пистолетов-пулемётов).
- Вьетнам: использовался в ходе войны за независимость и войны 1957—1975 гг. всеми воюющими сторонами. Часть оружия была трофеем, захваченным в ходе боёв против французов, ещё некоторое количество было передано из СССР, также было много китайских копий.
- Израиль: использовался во время арабо-израильских войн (Арабо-израильская война (1947—1949), Суэцкая война 1956—1957, Шестидневная война 1967, Война на истощение 1967—1970 и др.), с вооружения снят в 1970-е годы.
- Ирландия: попал в руки ИРА и использовался повстанцами в ходе вооружённого конфликта.
- Испания: использовался не только MP40, но и его послевоенная модификация Star Z-45.
- Норвегия: оставался на вооружении армии до 1990-х[14].
- Палестина: использовался во время арабо-израильских войн.
- Португалия: использовался португальскими войсками и коллаборационистскими вооружёнными формированиями в ходе колониальной войны 1961—1974 годов
- Египет: некоторое количество было передано Великобританией и США, позже закупались турецкие копии. Использовался во время арабо-израильских войн.
- Алжир: захваченные у французов в качестве трофея МР40 использовались в войне за независимость в 1952—1958 годах
- Франция: использовался вооружёнными силами, полицией и Французским Иностранным легионом. Также выпускался небольшими сериями фирмой Manurhin (с 1946 по 1981 год было выпущено около 50 тысяч единиц), в основном на экспорт (поставлялся преимущественно в бывшие колонии).
- Хорватия: огромное количество «оригинальных» МP38, МP40, МP41 и других пистолетов-пулемётов подобного типа хранилось на территории Хорватии на арсеналах ЮНА и «территориальной обороны», впоследствии это оружие массово применялось в годы Югославских войн. Также большое количество этих ПП попало в Хорватию в середине 1990-х годов путём контрабанды и поставок оружия из Австрии, Германии, Венгрии, Турции и Италии, по некоторым данным также поставлялись комплектующие и боеприпасы из Чехии, Украины и Румынии.
- Югославия: состоял на вооружении до конца 1950-х годов, с 1956 года на вооружении Югославской народной армии состояла его упрощённая модификация M56. Также на экспорт в некоторые страны Северной Африки производилась копия под наименованием М 93, являвшаяся клоном МР40. Позже применялись всеми воюющими сторонами в Югославских войнах.
- Афганистан: некоторое количество было передано СССР в 1956 году (наряду с другим оружием времён ВМВ) для вооружения армии и сил правопорядка. В ходе афганской войны обеими сторонами также использовались турецкие, пакистанские и иранские копии.
- Турция: состоял на вооружении до конца 1980-х, и производился под оригинальным названием с 1952 до 1980 года предприятием Кырыкалле для собственных вооружённых сил и на экспорт. Всего было изготовлено до 140 тыс. единиц, из них около 60 тыс. были проданы в разное время в следующие страны: Афганистан, Ирак, Сирию, Египет, Ливан, Йемен, ОАЭ и Саудовскую Аравию.
- Пакистан: принят на вооружение официально не был, но производился оборонным предприятием POF (Pakistan Ordnance Faktory) на экспорт, главным образом по заказу соседних Афганистана и Ирана, а также в ряд североафриканских стран. Всего в период с 1957 до 1965 г. было продано в общей сложности до 50 тыс. единиц. в следующие страны: Афганистан, Иран, Сирию, Египет, Ливию. Использовался армией Пакистана в Индо-Пакистанских войнах.
- США: использовался морской пехотой и ВДВ в Корейской и Вьетнамской войнах. Также в 1961 г. несколько десятков этих ПП было применено проамериканскими формированиями в ходе неудачного десанта в бухте Свиней. Состоял на вооружении некоторых полицейских департаментов до середины-конца 1970-х гг.
- Ирак: применялся в различных войнах и конфликтах с начала 1960-х до середины 1980-х.
- Иран: были неуспешные попытки наладить производство собственных копий в начале 1950-х, впоследствии закупили несколько крупных партий этих ПП у Турции и Пакистана. На вооружение армии МР40 принят не был, но поставлялся на вооружение полиции, и находился на арсеналах мобилизационного резерва. Впоследствии применялся главным образом ополчением в начальный период ирано-иракской войны.
- Китай: производилась упрощённая копия под названием Тип-70, и клон Тип-70/II, поставлялся во Вьетнам, Камбоджу и Лаос.
- ЧРИ: некоторое количество, эпизодически применялись в последующих войнах[уточнить].

Применение этого уже немолодого ПП после войны было обусловлено во-первых поставками в «горячие точки» и «страны третьего мира» оружия времён ВМВ, в том числе трофейного стрелкового оружия Третьего рейха со стороны СССР и США, и во-вторых — МР40 производился, в том числе на экспорт, рядом стран (см. выше). Он использовался различными вооружёнными формированиями в колониальных и гражданских войнах в Азии, Африке и даже Южной Америке (несколько единиц были захвачены британцами в 1982 году в ходе Фолклендской войны).
Отдельные случаи применения боеспособных МР40 происходят в ходе конфликтов в постсоветских странах в наши дни, так как на складах бывшего СССР немало единиц данного оружия находилось на хранении или консервации, а множество арсеналов и воинских частей после краха СССР просто разграбили, тем самым МР40 позднее стал попадать в руки бандитов, террористов и сепаратистов.

### Видео
- mp40
- Firing the MP 40
- Shooting my new MP 40
- sten vs mp40